# Jan Kozyra
Jan Kozyra (ur. 3 lutego 1917 w Jelnej. zm. 8 czerwca 1994 w Tarnobrzegu) – nauczyciel, działacz społeczny.
Urodzony 3 lutego 1917 w Jelnej koło Leżajska, syn Marcina i Zofii z domu Kowal. Ukończył Państwowe Gimnazjum im. Bolesława Chrobrego w Leżajsku i w 1939 roku Państwowe Pedagogium im. Ewarysta Estkowskiego w Lublinie. W czasie okupacji w latach 1939–1943 uczył w szkole powszechnej koncesjonowanej przez okupanta, a od lipca 1943 roku, przez rok, uczestniczył w tajnym nauczaniu w rodzinnej Jelnej. 
Po zakończeniu II wojny światowej, pracował najpierw jako nauczyciel w Publicznej Średniej Szkole Zawodowej w Nisku, a następnie jako kierownik w szkole podobnego typu w Lubaczowie. W 1952 roku ukończył wyższe zawodowe studia uproszczone w zakresie geografii gospodarczej przy SGPiS w Warszawie. W latach 1955 i 1957 odbył kursy zawodowe m.in. w Warszawie i Rzeszowie. 
W roku 1950 został nauczycielem i dyrektorem Publicznej Średniej Szkoły Zawodowej w Tarnobrzegu. Funkcję tę pełnił aż do 1974 roku. Od jego nazwiska tarnobrzeska „zawodówka” potocznie zwana jest „Kozyrówką”. W latach 1959–1964 kierował dodatkowo Zasadniczą Szkoła Zawodową dla Pracujących Kopalniowych Zakładów Przetwórczych Siarki w Tarnobrzegu. Od 1974 do 1977 roku pracował jako nauczyciel i zastępca dyrektora Zasadniczej Szkoły zawodowej w Tarnobrzegu. Już na emeryturze w latach 80. XX wieku założył i kierował Przyzakładową Szkołą Zawodową przy Rejonie Energetycznym w Tarnobrzegu. 
Był również aktywnym działaczem społecznym. Przez kilka lat kadencji pełnił mandat radnego MRN w Tarnobrzegu i przewodniczącego Komisji Oświaty i Wychowania. Należał do współzałożycieli Zakładu Doskonalenia Zawodowego i Towarzystwa Przyjaciół Tarnobrzega.
Odznaczony m.in. Krzyżem Kawalerskim Orderu Odrodzenia Polski, Złotym Krzyżem Zasługi, Złotą Odznaką ZNP, Odznaką ZNP za tajne nauczanie, odznakami: Zasłużony dla Miasta Tarnobrzega i Województwa Tarnobrzeskiego.
Zmarł 8 czerwca 1994 roku w Tarnobrzegu, pochowany został na cmentarzu komunalnym w Sobowie. Żonaty z Marią Barbarą z domu Pieczerak. 